# 克伦克尔
克伦克尔是德国莱茵兰-普法尔茨州的一个市镇。总面积2.81平方公里，总人口645人，其中男性330人，女性315人（2011年12月31日），人口密度230人/平方公里。